# 慧春尼
慧春尼（えしゅんに、生年不詳 - 応永15年5月25日（1408年6月19日））は、室町時代前期の曹洞宗尼僧。

## 略歴
相模国糟谷（現・神奈川県伊勢原市）に生まれたとされ、俗姓は藤原氏。最乗寺を開いた了庵慧明の妹に当たる。絶世の美女であったが俗世に倦み、30歳を過ぎた頃に兄である了庵に得度を求めた。これに対して了庵は夫れ出家は大丈夫の事なり、皃女輩は立ち難くして流れ易し、容易に女人を度して法門を汚辱するもの多しと諭した。
これに対して一度引き下がったかに見えた彼女は、火鉢の鉄箸を焼いて自らの顔に縦横に押し当て、再び了庵の前に出て得度を求めた。その覚悟の様に了庵もついに得度を許したという。厳しい修行を乗り越えて印可を得た慧春尼は、その禅機を示す言行で知られた。そうしたものの中には「奇行」とも見えるものがあるが、それについては「女性を性欲の対象として見る者に対する強い反発」であったとする説もある。
当時、1,000人にも及ぶ大衆（僧侶）が居たという鎌倉の円覚寺に使者として訪れた際、石段を上る慧春尼の不意を突こうと一人の僧が立ちはだかり、裾を絡げて自らの陰茎を見せつけ「老僧が物三尺」と発した。これに対して慧春尼も自らの裾を絡げて陰門を手で開き「尼が物は底なし」と返した。やり返された僧は恐れ入ったという。また、このあと寺の堂頭（住職）も問答でやり込めたことでその名が広まることになった。
顔を焼いたとは言えその美貌は尚も人々を引きつけるものであったようで、最乗寺の僧の一人が関係を迫った。これに対して共に僧侶であることなどを理由に拒否したものの、その僧は尼若し我が願を諾せば、湯火と雖も辞せず、況んや其余をやと食い下がった。ある日、了庵の堂に多くの僧侶が集まった際、慧春尼は一糸まとわぬ姿でその前に現れ、自分に迫った僧を呼び立てて汝と約あり速に来りて我に就き、汝が欲を肆にすべしと声を上げた。この様子を見た僧は驚き、密かに山を下りて逃げ去ったという。
最乗寺の山麓に摂取庵・正寿庵・慈眼庵を開いて人々の応接に努めた。応永15年（1408年）5月25日、最乗寺三門前の岩に柴棚を組んで自ら着火して火定したが、その報を聞いて駆け付けた了庵が熱さを問うと「冷熱は生道人の知るところにあらず」と答えたという。遺骨は摂取庵に納められた。最乗寺には慧春尼の像を祀る「慧春尼堂」がある。